# Frank Marshall (Schachspieler)
Frank James Marshall (* 10. August 1877 in New York City; † 9. November 1944 ebenda) war ein US-amerikanischer Schachspieler.

## Leben
Marshall wuchs in Montréal auf, wo er auch das Schachspiel erlernte. Später siedelte die Familie nach New York über.
Der internationale Durchbruch gelang Marshall im Jahre 1900, als er im Meisterturnier von Paris Emanuel Lasker schlug und sich zusammen mit Géza Maróczy den dritten Platz teilte.
Zwischen 1909 und 1936 galt er als bester Spieler der USA, allerdings mit wechselhaften Leistungen. Sein wohl größter Erfolg in internationalen Turnieren war der Sieg in Cambridge Springs 1904 vor Weltmeister Emanuel Lasker, dem er sich bei einem Wettkampf um die Schachweltmeisterschaft im Jahre 1907 allerdings deutlich, mit 3,5:11,5 (8 Niederlagen, 7 Remis, 0 Siege) geschlagen geben musste. 1906 gewann er das Meisterturnier in Nürnberg (15. Kongress des Deutschen Schachbundes), 1908 das Turnier in Düsseldorf (16. Kongress des DSB). 1936 gab er den Titel des Landesmeisters der USA freiwillig zurück, sein Nachfolger wurde Samuel Reshevsky.
Marshall hatte den Ruf, in seinen Partien äußerst gewitzte Opfer anzubringen, man sprach respektvoll von Marshall-Schwindeln. Oft spielte er Simultanturniere gegen Hobbyspieler. Bei allen vier Siegen der USA bei den Schacholympiaden in den 1930er Jahren (1931 in Prag, 1933 in Folkestone, 1935 in Warschau und 1937 in Stockholm) war Marshall mit von der Partie, ebenso bei der Schacholympiade 1930 in Hamburg.
Er gründete den renommierten und heute noch bestehenden Marshall Chess Club in New York, der nach seinem Tode von seiner Frau Carrie († 1971) geleitet wurde.
Nach ihm ist eine Variante der Spanischen Partie – der Marshall-Angriff, eine scharfe Gambit-Eröffnung – benannt worden, sowie die Marshall-Verteidigung im Damengambit. Außerdem erprobte er Gambitideen in der Französischen Verteidigung (1. e2–e4 e7–e6 2. d2–d4 d7–d5 3. Sb1–c3 c7–c5) und der Sizilianischen Verteidigung (1. e2–e4 c7–c5 2. Sg1–f3 e7–e6 3. d2–d4 d7–d5).
|   | a | b | c | d | e | f | g | h |   |
| 8 |   |   |   |   |   |   |   |   | 8 |
| 7 |   |   |   |   |   |   |   |   | 7 |
| 6 |   |   |   |   |   |   |   |   | 6 |
| 5 |   |   |   |   |   |   |   |   | 5 |
| 4 |   |   |   |   |   |   |   |   | 4 |
| 3 |   |   |   |   |   |   |   |   | 3 |
| 2 |   |   |   |   |   |   |   |   | 2 |
| 1 |   |   |   |   |   |   |   |   | 1 |
|   | a | b | c | d | e | f | g | h |   |

Schwarz am Zug
In seiner Partie gegen Stepan Lewizki in Breslau spielte Marshall im Jahr 1912 einen der spektakulärsten Züge der Schachgeschichte:
Marshall hatte im letzten Zug 22. … Th6xh3 gespielt und eine Figur gewonnen, denn der Turm ist durch die drohende Springergabel indirekt gedeckt. Der letzte Zug von Weiß war nun 23. Te5–c5. Marshall als Schwarzer hat momentan eine Figur mehr, aber wenn seine Dame abzieht, sichert der Angriff 24. Tc5–c7 Tf8–f7 25. Tc7–c8+ Tf7–f8 26. Tc8–c7 Stellungswiederholung. Es folgte indes der spektakuläre Zug 23. … Dc3–g3 – dies droht Matt durch Dg3xh2. Weiß kann die Dame nun auf drei verschiedene Arten schlagen, verliert aber in allen Varianten: Auf 24. h2xg3 setzt Sd4–e2 sofort Matt, auch 24. f2xg3 verbietet sich wegen Matt in zwei Zügen (Sd4–e2+ 25. Kg1–h1 Tf8xf1#). Nach 24. Dg5xg3 folgte Sd4–e2+ 25. Kg1–h1 Se2xg3+ 26. Kh1–g1 Sg3xf1 mit leicht gewonnener Stellung. Weiß gab daher auf.
Nach seiner Autobiographie My fifty years of chess (1942) waren die Zuschauer von diesem Partieschluss derart begeistert, dass sie Goldmünzen auf das Schachbrett warfen.
Das Werk My fifty years of chess wurde allerdings von dem Ghostwriter Fred Reinfeld geschrieben. Im Nachhinein wurde angemerkt, dass der Zug 23. … De3 ebenso gewonnen hätte. Auch 23. … Db4 oder 23. … Da3 würden den schwarzen Vorteil sichern.
Marshall hatte einen Sohn Frank Rice.
Seine beste historische Elo-Zahl war 2762. Diese erreichte er im Dezember 1917. Zeitweilig lag er auf Platz 2 der Weltrangliste.

## Zitat
“I have been playing chess for over fifty years. I started when I was ten years old, and I am still going strong. In all that time I don’t believe a day has gone by that I have not played at least one game of chess – and I still enjoy it as much as ever.”

„Ich spiele seit über 50 Jahren Schach. Ich begann im Alter von zehn Jahren, und ich spiele immer noch gut. In all der Zeit ist glaube ich kein Tag vergangen, an dem ich nicht wenigstens eine Partie gespielt hätte – und ich genieße es immer noch wie am Anfang.“